# Eimert Spoof
Arthur Eimert Spoof, född 17 januari 1896 i Sankt Petersburg, död 1974, var en finländsk jurist. 
Spoof, som var son till järnvägstjänstemannen Karl Arthur Spoof och Ida Sofia Niemi, blev student 1915 och avlade högre rättsexamen 1920. Han var biträdande direktör vid Savo-Karjalan osakepankkis kontor i Lahtis 1921–1930, notarie vid Itis domsaga 1931–1935, kanslist vid Vasa hovrätt 1935, notarie 1936–1942, statsåklagare inom Vasa hovrättsdistrikt 1943, fiskal 1944, sekreterare 1945, var assessor 1946–1949, hovrättsråd vid Östra Finlands hovrätt 1950 samt var häradshövding i Rautalampi domsaga 1951–1958 och i Helsinge domsaga från 1959. Han var viceordförande i Lahtis taxeringsnämnd 1926–1930, viceordförande och sekreterare i taxeringsberedningen 1927–1930 och medlem av stadsfullmäktige i Lahtis 1930.